# Нёрдлингенский Рис
Нёрдлингенский Рис (нем. Nördlinger Ries) — природный регион в юго-западной Германии, на границе между Швабским и Франконским Альбом, представляющий собой котловину около 24 км в диаметре, образованную кратером километрового метеорита, упавшего примерно 14,5—15 млн лет назад. Ранее долина считалась имеющей вулканическое происхождение, и только в 1960 году Юджин Шумейкер (американский геолог и планетолог) доказал что кратер был образован от удара метеорита. Так основным доказательством было наличие во вмещающих породах минерала коэсита, который образуется только в условиях огромного давления и высокой температуры. Нёрдлингенский Рис считается одним из наиболее хорошо сохранившихся ударных кратеров на Земле.
Раньше на дне кратера было щелочное озеро, на что указывает высокий уровень pH в образцах пород Нёрдлингенского Риса, взятых в 1973 году.
В центре котловины находится город Нёрдлинген.

## Природа
В южных и западных частях Риса есть несколько пустошей, покрытых можжевельником. Некоторые из них являются охраняемыми территориями. Типичные растения здесь — жабрица однолетняя, реже — гвоздика картузианская и колючник бесстебельный. Очень редко встречается скрученник спиральный. Также очень редок ясенец белый, который встречается только на западной окраине Риса. Для букового леса на восточной окраине котловины характерен хруплявник большой, редкое в Германии растение, встречающееся в больших количествах только в Нижней Франконии.
- Вид на Нёрдлингенский Рис
- Вид с юго-запада